# Техногенне середовище
Техноге́нне середо́вище — середовище, створене людиною. Як правило, поділяють на побутове та виробниче.

## Побутове середовище
Побутове середовище — це середовище проживання людини, що містить сукупність житлових будівель, споруд спортивного і культурного призначення, а також комунально-побутових організацій і установ. Параметрами цього середовища є розмір житлової площі на людину, ступінь електрифікації, газифікації житла, наявність центрального опалення, холодної та гарячої води, рівень розвитку громадського транспорту та ін.
До найпоширеніших побутових небезпек можна віднести такі:
- ураження електричним струмом;
- пожежі (різного характеру);
- опіки (різного походження);
- порізи (від невмілого користування технічними приладами);
- отруєння (самовільне);
- забої тощо.

## Виробниче середовище
Виробниче середовище — це середовище, в якому людина здійснює свою трудову діяльність. Воно містить комплекс підприємств, організацій, установ, засобів транспорту, комунікацій тощо. 
Виробниче середовище характеризується передусім параметрами, які специфічні для кожного виробництва і визначаються його призначенням. Це:
- вид продукції, яка виробляється на ньому
- обсяги виробництва
- кількість працівників
- продуктивність праці
- енергомісткість
- сировинна база
- відходи виробництва

Крім цих параметрів, є такі, що визначають умова праці та її безпеку:
- загазованість
- запиленість
- освітленість робочий місць
- рівень акустичних коливань, вібрації, іонізуючої радіації, електромагнітного випромінювання
- пожежо- та вибухонебезпечність
- наявність небезпечного обладнання, засобів захисту працівників
- ступінь напруженості праці
- психологічний клімат